# 플로린 터나세
플로린 루치안 터나세(루마니아어: Florin Lucian Tănase, 1994년 12월 30일, 거에슈티 ~ )는 루마니아의 축구 선수로, 현재 사우디 프로페셔널리그의 알오크두드와 루마니아 축구 국가대표팀에서 공격수 혹은 윙어로 뛰고 있다.